# FK Beograd
FK Beograd (Servisch: ФК Београд) is een Servische voetbalclub uit de hoofdstad Belgrado en werd opgericht in 1929.
De club werd in 2000 kampioen van de tweede klasse oost maar trok zich terug van de promotie en redde hiermee Sartid Smederevo, dat normaal gezien zou degraderen. In 2004 degradeerde de club naar de derde klasse.

## Recente eindstanden
| Seizoen | Comp.        | Pl. | Wed | W  | G  | V  | DV | DT | Ptn | Beker               | Opmerking                    |
| ------- | ------------ | --- | --- | -- | -- | -- | -- | -- | --- | ------------------- | ---------------------------- |
| 1998-99 | 2 - Oost     | 14  | 21  | 6  | 5  | 10 | 29 | 33 | 23  | niet gekwalificeerd | 1                            |
| 1999-00 | 2 - Noord    | 1   | 34  | 22 | 6  | 6  | 65 | 35 | 72  | niet gekwalificeerd | Trok zich terug van promotie |
| 2000-01 | 2 - Oost     | 7   | 34  | 16 | 5  | 13 | 83 | 60 | 53  | niet gekwalificeerd |                              |
| 2001-02 | 2 - Oost     | 9   | 34  | 14 | 10 | 10 | 74 | 51 | 52  | niet gekwalificeerd |                              |
| 2002-03 | 2 - Oost     | 6   | 33  | 12 | 12 | 9  | 58 | 43 | 48  | niet gekwalificeerd |                              |
| 2003-04 | 2 - Oost     | 7   | 36  | 16 | 6  | 14 | 62 | 50 | 54  | niet gekwalificeerd | Gedegradeerd                 |
| 2004-05 | 3 - Belgrado | 8   | 34  | 15 | 7  | 12 | 49 | 48 | 52  | niet gekwalificeerd |                              |
| 2005-06 | 3 - Belgrado | 2   | 38  | 24 | 3  | 11 | 70 | 46 | 75  | niet gekwalificeerd |                              |
| 2006-07 | 3 - Belgrado | 4   | 34  | 14 | 15 | 5  | 45 | 29 | 57  | niet gekwalificeerd |                              |